# SSC Tuatara
De SSC Tuatara is een sportwagen van het Amerikaanse autobedrijf SSC North America, eerder gekend als Shelby SuperCars. Met een topsnelheid van boven de 483 km/h is het de snelste auto ter wereld die in serie wordt geproduceerd en de openbare weg op mag. De auto is de opvolger van de SSC Ultimate Aero TT.
Het bedrijf en de auto zijn de geesteskinderen van Jerod Shelby, die voor het ontwerp van de Tuatara samenwerkte met de bekende Amerikaanse autodesigner Jason Castriota.
De naam Tuatara verwijst naar het Nieuw-Zeelands reptiel brughagedis of tuatara, bekend als een nog levend dier met de snelste moleculaire evolutie.

## Kenmerken
De oorspronkelijk gecreëerde conceptwagen waarvan versies tussen 2011 en 2014 verschenen was aangedreven door een 6,9-liter V8-motor met dubbele turbocompressor, maar uiteindelijk werd de capaciteit van de motor voor de productieversie teruggebracht tot 5,9 liter om de motor een hogere redline van 8800 tpm te geven. SSC heeft verklaard dat het vermogen 1.750 pk (1.305 kW) op E85-brandstof is, met een topsnelheid van 300 mph (483 km/u).
In oktober 2020, op een tijdelijk gesloten stuk autosnelweg van de State Route 160 in de staat Nevada, behaalde de Tuatara uiteindelijk een topsnelheid gemeten op heen- en terugweg van gemiddeld 483 km/u. Later gaf SSC aan dat dit record toch niet behaald was.
SSC beweert dat de Tuatara met 0,279 de laagste luchtweerstandscoëfficiënt in zijn klasse heeft. De auto heeft een koolstofvezel carrosserieconstructie met aluminium kreukelzones en bevat actieve aerodynamica.
Het interieur is bekleed met leder en alcantara en de functies van de auto worden bediend via een touchscreen op de middenconsole. Er is een configureerbaar instrumentenpaneel achter het stuur dat belangrijke informatie over de status van de auto weergeeft, samen met een snelheidsmeter van 300 mph. De auto gebruikt een camerasysteem in plaats van traditionele zijspiegels. SSC beweert dat het interieur plaats biedt aan een 1,95m lange persoon die een helm draagt.
De Tuatara wordt geproduceerd in een speciaal gebouwde fabriek in West Richland, Washington en de productie zal worden beperkt tot 100 auto's.
SSC is een partnerschap aangegaan met Nelson Racing Engines om de motor te bouwen en Linder Power Systems voor de fabricage van subassemblage van motoren. Voor de transmissie wordt een geautomatiseerde handgeschakelde 7-versnellingsbak gebruikt, vervaardigd door CIMA. De auto heeft de volgende rijmodi; "Sport", "Track" en "Lift". in de sportmodus is de rijhoogte 4 inch aan de voorkant en 4,5 inch aan de achterkant. In de track-modus daalt de rijhoogte tot 2,75 inch aan de voorkant en 3,75 inch aan de achterkant. De liftmodus is ontworpen om de onderkant van de auto te beschermen tijdens het rijden over verkeersdrempels of opritten.
De Tuatara wordt aangeboden met twee configuraties, een "high-speed"-configuratie en een "high-downforce"-configuratie. De eerste auto van de klant werd geleverd tijdens de Monterey Car Week en werd onthuld op de Philadelphia Motor Show op 7 februari 2020.